# Split Open 2024
Die Split Open 2024 waren ein Tennisturnier der ITF Women’s World Tennis Tour 2024 für Damen und ein Tennisturnier der ATP Challenger Tour 2024 für Herren in Split. Es fand für die Damen vom 1. bis 7. April 2024 und für die Herren unmittelbar folgend vom 8. bis 14. April 2024 statt.